# Synaphris wunderlichi
Espèce
Synaphris wunderlichi est une espèce d'araignées aranéomorphes de la famille des Synaphridae.

## Distribution
Cette espèce est endémique d'Israël. Elle se rencontre vers Bet Shemesh.

## Description
Les mâles mesurent de 0,91 à 0,96 mm.

## Systématique et taxinomie
Cette espèce a été décrite par Marusik et Zonstein en 2011.

## Étymologie
Cette espèce est nommée en l'honneur de Jörg Wunderlich.

## Publication originale
- Marusik & Zonstein, 2011 : « A synopsis of east-Mediterranean Synaphris Simon, 1894 (Araneae, Synaphridae) with a description of a new species from Israel. » ZooKeys, vol. 82, p. 35-44 (texte intégral).